# Juan Martín Leguizamón
Juan Martín Leguizamón (Salta, noviembre de 1833 - Buenos Aires, 30 de abril de 1881) fue un político, arqueólogo, historiador y escritor argentino, de activa participación en la política y la cultura de la segunda mitad del siglo XIX en la provincia de Salta.

## Biografía
Hijo del coronel Juan Galo Leguizamón, pasó su infancia en Córdoba, y cursó sus estudios secundarios en Buenos Aires, donde por sus inclinaciones literarias fue uno de los discípulos favoritos de los profesores Alberto Larroque, Carlos Tomás Sourigues y Francisco Javier Muñiz.
Regresó en 1852 a Salta, donde fue elegido diputado provincial, cargo que ocupó hasta 1858. En 1853 comenzó a investigar distintos yacimientos de restos fósiles de su provincia, al mismo tiempo que empezaba a formar su importante biblioteca y proponía estudiar la navegación del río Pilcomayo.
Desde 1861 fue senador provincial, y ocupó dos veces el gobierno de Salta en forma interina. Heredó de su padre el interés por las armas, y llegó a ser coronel de milicias provinciales, participando en la compleja política provincial, incluidas las sucesivas revoluciones locales. Fue jefe de Estado mayor de la defensa de la ciudad de Salta contra la invasión de Felipe Varela en 1867.
Fue ministro de gobierno de los gobernadores Sixto Ovejero, Cleto Aguirre, Benjamín Dávalos, Alejandro Figueroa y Miguel Aráoz. Pese a su erudición y preparación jurídica, nunca fue propuesto como candidato a gobernador, ya que era incapaz de contemporizar posiciones enfrentadas. Resolvió un arduo conflicto entre el gobernador Aguirre y el obispo de Salta, Buenaventura Rizo Patrón, en el año 1867. Cinco años más tarde, fundó y presidió el Consejo Provincial de Educación.
En 1875 formó parte de la convención reformadora de la constitución provincial. Desde ese mismo año fue senador nacional por su provincia, cargo desde el cual apoyó la política del presidente Nicolás Avellaneda. Apartado de sus antiguos amigos políticos, partidarios de Bartolomé Mitre, se opuso a la revolución de 1880.
Fue un escritor prolífico, que se destacó por sus escritos históricos, como las biografías de Martín Miguel de Güemes, Manuel Belgrano y Bernardino Rivadavia, y una Historia de Salta. Sobresalen también los tratados sobre límites con Bolivia, en varios volúmenes, y otro sobre los límites con Chile. Sus escritos antropológicos incluyen notas sobre las poblaciones prehispánicas de su provincia. Fundó la sociedad de beneficencia de Salta, la escuela normal de su ciudad, la biblioteca pública y el museo de Salta, y varias otras instituciones públicas.
Falleció en Buenos Aires en 1881.